# Kinder der Eifel
Kinder der Eifel (1897) ist eine Novellensammlung aus dem Frühwerk der deutschen Schriftstellerin Clara Viebig.
Die Sammlung besteht aus sieben Novellen unterschiedlichen Umfanges, die in der Stadt Trier oder in der südlichen Eifel spielen und das Leben und Schicksal kleiner Leute um 1900 beschreiben.

## Inhalt

### Simson und Delila
Die umfangreichste Novelle spielt im Kunowald bei Wittlich und handelt von einem Streit zwischen Vater und Sohn.
Hubert Pantenburg ist ein wilder Junge, der von der Mutter abgöttisch geliebt, vom Vater aber abgelehnt wird. Insbesondere wendet sich der Vater, dem als Förster der Kunowald untersteht, gegen Huberts Umgang mit der Häuslertochter Suß (Susanne). Seiner Auffassung nach ziemt sich für den Försterssohn nicht die Freundschaft mit dem armen Mädchen. Nachdem Hubert sich tagelang in der Ruine der Abtei Himmerod versteckt hatte, schickt der Vater ihn gegen seinen Willen in eine Kaufmannslehre. Hubert bricht die Lehre ab, verweigert die Heirat mit einer reichen älteren Witwe und wird Soldat in Trier. Dort sieht er Suß wieder. Beim Tanz überschreitet er seine Ausgangszeit und wird mit Arrest bestraft. In dieser Zeit wird seine Mutter krank und stirbt. Hubert macht Suß dafür verantwortlich, dass er die Mutter vor ihrem Tod nicht mehr sehen konnte. Er fordert den Erbteil der Mutter ein, doch der Vater hat das Geld noch vor ihrem Tod auf sich überschreiben lassen. Es kommt zum Bruch zwischen Vater und Sohn.
Hubert lebt mit Suß zusammen unter erbärmlichen Verhältnissen im Wald. Als sie ihn auffordert, Geld herbeizuschaffen, sorgt er als Wilderer für den Unterhalt. Dadurch kommt es zu einem Konflikt mit seinem Vater, dem Förster. Bei einem Streit wird der Vater verwundet, und auf Huberts Ergreifung wird eine Belohnung ausgesetzt. Letztlich verrät Suß den Gendarmen Huberts Aufenthalt in der Klosterruine, da sie in ihrer Armut angeblich auf die Belohnung nicht verzichten könne.

### Am Totenmaar
Die Novelle spielt in Daun und am Totenmaar und handelt von einer Schäferstochter, die von ihrem Vater verstoßen wird und zu Tode kommt.
Der Schäfer Steffen Kohlhaas hütet auf einer Höhe am Totenmaar die Schafe, als seine Tochter Annemarie ihn völlig aufgelöst aufsucht. Der Vater meint zunächst, das Mädchen sei schwanger. Doch sie gesteht ihm, dass sie ihren Dienstherrn in Daun einen Taler gestohlen hat und deshalb ihre Stellung verloren habe. Daraufhin verstößt der Vater seine Tochter.
Trotz des schlechten Wetters, lassen die Eltern ihre Tochter, die nachts um Einlass bittet, nicht ins Haus. Am kommenden Morgen findet der Vater seine Tochter erfroren auf der Schwelle der Kirche, und er verliert den Verstand.

### Der Osterquell
Schauplatz der Novelle ist das Kloster Buchholz in der Eifel. Die Notwendigkeit einer Konvenienzehe hat zwei Liebende auseinandergebracht. Beide sind verbittert und fühlen sich schuldig, doch der Ostermorgen bewirkt, dass sie einander vergeben und fortan ein befreites Leben führen können.
Am Ostersamstag wandert eine Familie zum Kloster Buchholz: der Bauer Matthias Steffes, seine Ehefrau Katrein, die schwanger ist und der fünfjährige behinderte Sohn Josef. Die Familie will Osterwasser holen und das Kind im Kloster in Pflege geben.
Bei ihrer Ankunft werden sie von Pater Josef, dem Bruder des Bauern, empfangen. Katrein und Josef waren früher ein Liebespaar, doch sie musste den Hoferben heiraten und er war dem Kloster versprochen. Seitdem ist Pater Josefs Herz verhärtet. Katrein schätzt zwar ihren Ehemann, aber sie liebt ihn nicht und fühlt sich deswegen am Schicksal des beeinträchtigten Sohnes mit schuldig.
Josef verbringt die Osternacht im Gebet und bittet Gott um ein Zeichen. Bei Sonnenaufgang beginnen unter dem Eindruck des Osterwunders Josefs Tränen zu fließen. Er wird sich künftig der Erziehung Josefs annehmen und segnet die scheidende Katrein.

### Die Schuldige
In dieser umfangreichen Novelle, die sich im Trierer Vorort Pfalzel und bei der nahe gelegenen Burgruine Ramstein zuträgt, ermordet eine Magd den Vater ihres Kindes, da er ihr das gemeinsame Kind wegnehmen will.
Barbara Holzer, die Magd der Pfalzelbauern, erwartet von Lorenz, dem Sohn des Hofes, ein Kind. Die Eltern ahnen von dieser Vaterschaft, möchten diese aber auf jeden Fall geheim halten, da Lorenz aufgrund der desolaten finanziellen Lage seiner Eltern die wohlhabende Pächterstochter Anna Clässen heiraten soll. Annas Vater betreibt die Gaststätte bei der nahegelegenen Burgruine Ramstein bei Kordel im Kylltal. Lorenz weiß Barbara zum Schweigen zu verpflichten, was sie auch einhält, doch er muss ihr schwören, Anna nicht zur Frau zu nehmen.
Der alte Bauer beschimpft Barbara als unmoralisch und ist froh, sie deshalb vom Hof jagen zu können. Barbara bringt im Hause ihrer Tante, der alten Katrein, ihr Kind zur Welt, anschließend verbirgt sie sich mit Hilfe der Tante in der Genofevahöhle im Wald nahe der Gaststätte der Clässens. Lorenz und ihre Tante versorgen sie mit notwendigen Lebensmitteln.
Lorenz entschließt sich trotz seines Eides, Anna Clässen zu heiraten. Um seine zukünftige Ehe nicht zu gefährden, will er Barbara dazu veranlassen, das Kind auszusetzen und den Landstrich zu verlassen. Als man Lorenz kurze Zeit später nahe der Höhle ermordet auffindet, fällt der Verdacht sofort auf Barbara. Sie hat das Ansinnen von Lorenz zurückgewiesen und ihn im Kampf erstochen. Trotz des menschlichen Einsatzes des Staatsanwalts Milde wird Barbara dem Gericht ausgeliefert, wobei ihre letzten Gedanken dem Kind gelten.

### Das Miseräbelchen
Diese kurze Novelle, die vor den Toren von Trier spielt, zeigt den Umgang der Menschen mit einem beeinträchtigten Kind.
Der kleine Christoph Nepomuk Vogl ist stark beeinträchtigt und lebt unter elenden Bedingungen mit seiner verwitweten Mutter zusammen, die nur notdürftig für den Unterhalt des Jungen sorgen kann. Er hat einen Buckel auf dem Rücken, einen auf der Brust und einen dicken Kopf, vermutlich einen Wasserkopf. Die Leute nennen ihn zu Lebzeiten mitleidslos ‚das Miseräbelchen‘. Die Nachbarskinder, die ‚Prozession‘ spielen, plappern den Erwachsenen nach, das Miseräbelchen solle baid ‚en Engelche gänn‘. Auch seine abgearbeitete Mutter, der keinerlei Hilfe zuteilwird, hegt trotz ihrer Liebe zu dem Kind den Gedanken, der Tod sei für das Kind und sie eine Erlösung.
Als der Junge verstirbt und auf dem ärmlichen Friedhof beigesetzt wird, ändern die Kinder den Namen auf dem Holzkreuz ab und vermerken mit Kreide den Namen, mit dem Christoph Nepomuk immer gerufen worden ist: ‚Miseräbelchen‘.

### Die Zigarrenarbeiterin
In dieser Novelle wird die Armut einer früh verwaisten Zigarrenarbeiterin dargestellt, die sich aller Lebenslust fernhalten will, dies aber letztlich nicht erreicht.
Maria Josefa Brand ist in der Tabakfabrik zu Manderscheid eine geschätzte Arbeitskraft, die ihr Leben der Arbeit und der Versorgung ihrer kleinen Wirtschaft widmet, die sie zusammen mit ihrem Großvater führt. Sie ist ein gebranntes Kind, da sie bei ihrer ledigen, früh verstorbenen, lebenshungrigen Mutter miterlebt hat, dass Leichtsinnigkeit in große Armut führen kann. Nie geht sie mit den anderen jungen Frauen aus, wenngleich sie bisweilen unter ihrer Einsamkeit leidet.
Ins Tal zieht eines Tages ein Mann aus der Stadt, der jagt und malt. Eines Tages kommt er in die Tabakfabrik und bietet den Mädchen einen besseren Verdienst als Haushaltshilfe. Zunächst verhält sich Maria ablehnend, dann aber erwacht in ihr der Wunsch, den Mann näher kennenzulernen. Schließlich trifft sie sich mit dem Fremden im Wald, und seitdem gibt sie ihre Zurückhaltung auf, genießt das Leben noch intensiver als ihre Mutter und geht bei jeder Gelegenheit zum Tanz.

### Margrets Wallfahrt
Die Novelle handelt von den Erlebnissen einer jungen Frau auf der Heilig-Rock-Wallfahrt nach Trier, die für ihre Mutter Heilung erbittet und sich dabei auch selbst befreien wird.
Margret, die Tochter der Witwe Anna Maria Balduin, muss alle häuslichen Arbeiten übernehmen, da die Mutter bettlägerig ist. Als Margret von ihrer Patin erfährt, dass der Mutter durch eine Bitte am Heiligen Rock zu Trier genesen könnte, macht sie sich auf von ihrer Heimatgemeinde Kyllburg zur Wallfahrt nach Trier.
Nach einigen für sie abenteuerlichen Erlebnissen auf ihrem Weg gelingt es Margret im Trierer Dom, nur bis an das Portal zu kommen. Da sie den Heiligen Rock nicht berühren kann, befürchtet sie, die Mutter könne auch nicht gesunden. Weinend berichtet sie dies zwei teilnehmend erscheinenden Herren, die sie beruhigen: es sei ausreichend, wenn Margret den Rock sähe und fleißig dazu Gebete spreche.
Als Margret beruhigt den Heimweg antritt, begegnet sie erneut den beiden Herren, die nun zudringlich werden wollen. Aber Valentin Rohles, ein junger Bauernbursche aus Kyllburg verteidigt Margret, und beide treten gemeinsam den Heimweg an. Sie finden Gefallen aneinander, sodass Margret ihn zum Abschied küsst und er äußert, er wolle sie zur Frau nehmen.

## Analyseaspekte
Die Novellensammlung begründete Clara Viebigs Ruhm als naturalistische Schriftstellerin. Hier ist insbesondere die frühe Novelle ‚Die Schuldige‘ zu nennen, die Viebig, ihren eigenen Angaben zufolge, unter dem Eindruck von Zolas ‚Germinal‘ als naturalistische Novelle konzipiert hat.
Insgesamt stamme der Stoff der Geschichten aus den Erzählungen von Wirtinnen, die Clara Viebig bei den Landfahrten mit ihrem ‚Onkel Mathieu’ aufgesucht habe.
Die einzelnen Geschichten zeugen von einer scharfen Beobachtungsgabe Viebigs, die in der Mehrzahl der Novellen das harte und eckige Empfinden der Eifelbewohner hervorhebt, das durch die Verwendung des Dialektes noch verschärft wird. Hier sind insbesondere die Novellen ‚Simson und Delila‘, ‚Am Totenmaar‘, ‚Die Schuldige‘, ‚Das Miseräbelchen‘, und ‚Die Zigarrenarbeiterin‘ zu nennen.
In mancher Novelle spiele aber auch eine Lösung im höheren Sinne oder ein versöhnlicher Ausgang die tragende Rolle, wie bei ‚Margrets Wallfahrt’ oder dem ‚Osterquell‘.
Die Sympathien Clara Viebigs gehören den unteren Bevölkerungsschichten in der Eifel, in diesem wenig begünstigten Landstrich, der sich als ‚Preußisch Sibirien‘ einen Namen gemacht hatte. Viebig verfahre ohne Ziererei und nenne die Dinge beim rechten Namen, bei dem auch die Darstellung von Sinnlichkeit eine Rolle spiele. Sie habe tief in die Hütten der Armut und des Elends und der Menschen geschaut.

## Publikationsgeschichte
Die Mehrzahl der Novellen wurde zunächst in Zeitungen oder Zeitschriften vorab veröffentlicht und später in den Sammelband mit dem Titel ‚Kinder der Eifel‘ aufgenommen. Dieser erreichte von 1897 bis 1930 32 Auflagen im Verlag Fontane, Berlin und den Folgeverlagen Fleischel, Berlin und der Deutschen Verlagsanstalt, Stuttgart. Zudem ist der Sammelband ‚Kinder der Eifel‘ in den drei Werkausgaben Clara Viebigs in 1911, 1922 und 1930 zu finden.
Zudem wurden die Novellen ‚Die Schuldige‘ und ‚Am Totenmaar‘, zusammen mit weiteren späteren Eifelnovellen Viebigs, 1916 in einer Feldbuchausgabe von 16 Auflagen mit dem Titel ‚Kinder der Eifel‘ aufgenommen.
Nach einer Unterbrechung bemühte sich der Fischer Verlag in Wittlich 1949 um eine Neuausgabe. Dieser folgte die Aufnahme des Bandes in das Verlagsprogramm des Rastatter Moewig-Verlags 1990 und 1994. Von 1998 bis 2013 ist der Band in drei Auflagen beim Rhein-Mosel-Verlag in Zell erschienen. 2007 wurden die Novellen auf einen Tonträger gesprochen.
Die Veröffentlichungen der Sammelbände waren flankiert von zahlreichen weiteren Einzelpublikationen, in denen die Texte teilweise in Auszügen übernommen sind. Besonders zu erwähnen ist in diesem Zusammenhang der Beginn der Novelle ‚Am Totenmaar‘, der aufgrund seiner stilistischen Brillanz von 1908 bis 1929 in zahlreichen Lesebüchern des Deutschen Reiches und in kleineren Lektürebändchen Eingang gefunden hat. Besondere Verbreitung fanden die Novellen ‚Am Totenmaar‘, ‚Margrets Wallfahrt‘, ‚Das Miseräbelchen‘ und ‚Der Osterquell‘ auch durch die Aufnahme in ein Heft des Wiesbadener Volksbildungsvereins, das von 1901 bis 1929 in 130.000 Exemplaren verbreitet wurde und ebenfalls im Schulunterricht zum Einsatz kam.
Im Ausland waren die Novellen der ‚Kinder der Eifel‘ ebenfalls gefragt. Zahlreiche Übersetzungen der einzelnen Geschichten finden sich ins Niederländische, Schwedische, Englische, Russische und als deutsche Fassung mit italienischen Worterklärungen.

### Ausgaben (Auswahl)
- Kinder der Eifel, Berlin: Fontane 1897.
- Kinder der Eifel, Stuttgart: Deutsche Verlagsanstalt 1930.
- Ausgewählte Werke (6 Bde.), Bd. 2: Kinder der Eifel/Vom Müller Hannes, Berlin: Fleischel 1911.
- Am Todtenmaar/Margrets Wallfahrt/Das Miseräbelchen/Der Osterquell, Wiesbaden: Wiesbadener Volksbildungsverein 1901.
- Die Feldbücher: Kinder der Eifel, Berlin: Fleischel.
- Das Totenmaar in der Eifel, in: Friedrich Paldamus und Oskar Winneberger (Hrsg.): Deutsches Lesebuch für die höheren Lehranstalten. Teil VI: Obertertia-Untersekunda. 20. Aufl. Frankfurt a. M. u. Berlin: Diesterweg 1908
- Kinder der Eifel. 3. Aufl. Rhein-Mosel-Verlag, Zell, 2013.

### Tonträger
- 2007: Daun: Radioropa Hörbuch, gesprochen von Stefanie Otten.

### Übersetzungen (Auswahl)
- 1937: Figli dell’ Eifel e altri racconti, (dt. Fassung mit italien. Worterklärungen), Brescia: Vannini 1937, XV.